# ミッキーの巨人退治
「ミッキーの巨人退治」（ミッキーのきょじんたいじ、原題：Brave Little Tailor）は1938年に制作されたアニメーション短編映画作品。ミッキーマウスの短編映画シリーズの一作品であり、グリム童話勇ましいちびの仕立て屋を元にした作品である。また英語版では長年ミニーマウスの声を演じたマーセリット・ガーナーが1941年に引退したため最後の短編映画作品となった。

## 公開データ
| 公開日 上映時間   | 1938年（昭和13年）                    | 9月23日                               | アメリカ合衆国                        | 7分                                   |
| 公開日 上映時間   | 1988年（昭和63年）                    | 7月23日                               | 日本                                  | 7分                                   |
| サイズ            | カラー                                | スタンダード                          |                                       |                                       |
| 同時上映 日本にて | 「ピーター・パン」 「眠れる森の美女」 | 「ピーター・パン」 「眠れる森の美女」 | 「ピーター・パン」 「眠れる森の美女」 | 「ピーター・パン」 「眠れる森の美女」 |

## あらすじ
とある町中では、人々を脅かす巨人の話題により町民達は不幸のどん底に叩き落されそうと絶望に満ちていた。そんな中、呑気に洋服屋を営んでいるミッキーは、二つのハエ叩きを使って仕事中に集っていた7匹のハエを一編に仕留める。そのことを町民に報告したが、みんなは「7人も巨人を倒した」と勘違い。その噂は王様とミニー姫の耳にまで伝わってしまう。そしてミッキーは話を盛り上げたことも相まったために、その巨人を退治するよう王様から命じられる。ミッキーは断ろうとするが、王様から「国を守ってくれたあかつきにはわが王国とミニー姫を妻として授けよう」と約束し、ミニーにキスされてご機嫌のミッキーは「退治してやる！」とその気になってしまう。
こうして、巨人退治に出かけることになったミッキーだが、巨人ではなくハエを倒したと今更言えるわけもなく落ち込んでしまう。とそこへ、本物の巨人が現れた。彼は農家のカボチャをむさぼったり、井戸の水を飲み干したり、藁をタバコにしたりなどやりたい放題。そのせいで藁に隠れていたミッキーがくしゃみしてしまい、見つかってしまう。巨人はミッキーを叩きつぶそうとするが、間一髪ミッキーは巨人の服の中に潜り込んでいた。巨人は捕まえようとするが、ミッキーは洋服屋から持ってきた糸で巨人の体を縛り上げ転ばせる。巨人は倒れたショックで眠り込んでしまう。
こうして、ミッキーの活躍で町に平和が戻り、ミッキーは遊園地を作った。肝心の巨人は遊園地の動力源にされていた。そして、ミッキーとミニーは結婚しメリーゴーランドに乗ってキスし、王様もアイスを舐めながら二人の幸せを祝うのだった。

## キャスト
| キャラクター   | 原語版                 | 日本テレビ版 | ポニー・バンダイ版                                | BVHE旧版 | BVHE新版                                                                  |
| -------------- | ---------------------- | ------------ | ------------------------------------------------- | -------- | ------------------------------------------------------------------------- |
| ミッキーマウス | ウォルト・ディズニー   | 山田栄子     | 後藤真寿美                                        | 納谷六朗 | 青柳隆志                                                                  |
| ミニーマウス   | マーセリット・ガーナー | ?            | 下川久美子                                        | 水谷優子 | -                                                                         |
| 王様           | エディー・ホールデン   | ?            | 江原正士                                          | 緒方賢一 | 塚田正昭                                                                  |
| 巨人のグスタフ | エディー・ホールデン   | ?            | 内田稔                                            | 西尾徳   | 西尾徳                                                                    |
| 町民           | -                      | ?            | 牛山茂 関時男 金尾哲夫 小山武宏 遠藤征慈 土井美加 | ?        | 小形満 荒川太朗 伊井篤史 相沢まさき 真殿光昭 梅津秀行 幹本雄之 中沢みどり |
| ナレーター     | -                      | -            | 土井美加                                          | -        | -                                                                         |

## スタッフ
| 製作     | ウォルト・ディズニー |
| 脚本     | フランク・タシュリン、ジャック・キニー |
| 音楽     | アルバート・ヘイ・マロット |
| 作画監督 | フレッド・ムーア、ライリー・トムソン、ビル・ティトラ                                                                                           |
| 原画     | ジャック・キャンベル、レス・クラーク、オリー・ジョンストン、ドン・パターソン、ミルト・・シェーファー、フランク・トーマス、ドム・・ウィリアムス |
| 助監督   | マイク・ホロボッフ |
| 監督     | ビル・ロバーツ |
| 制作     | ウォルト・ディズニー・プロダクション |

## 映像ソフト化
- 『夢と魔法の宝石箱 ミッキーとミニー』（VHS、DHV Japan, Ltd.、ブエナ・ビスタ旧録版吹き替え）
- 『Disneyゆかいな仲間たち ハロー! ミッキー』（VHS、ブエナ ビスタ ホーム エンターテイメント、ブエナ・ビスタ新録版吹き替え）
- 『みんなだいすき ミッキー!』（VHS・DVD、ブエナ ビスタ ホーム エンターテイメント、ブエナ・ビスタ新録版吹き替え）
- 『ミッキーマウス / カラー・エピソード Vol.1 限定保存版』（DVD、ブエナ ビスタ ホーム エンターテイメント、ブエナ・ビスタ新録版吹き替え）
- 『セレブレーション! ミッキーマウス』（DVD・Blu-ray、ウォルト・ディズニー・ジャパン、ブエナ・ビスタ新録版吹き替え）